# Лакхнау
Лакхна́у (хинди लखनऊ, англ. Lucknow) — город в Индии, столица штата Уттар-Прадеш, в 516 км на восток от Дели. Население — 2,9 млн человек (2011). Является административным, научным и культурным центром. Расположена на реке Гомти.

## Этимология
Лакхнау (от Лакшманпур — «город Лакшмана») по легенде получил своё название по имени Лакшмана (Лачмана) — младшего брата бога-героя Рамы, верного соратника в битве с демоном Раваной (события отражены в древней индийской эпической поэме Рамаяна). Исторически город формировался вокруг Лачман-тила (холма Лакшмана).

## История
В домусульманский период Лакхнау был частью индусского княжества Каннаудж.
В 1528 году город захватывает Бабур, основатель Империи Великих Моголов. Его внук Акбар делает Лакхнау округом (саркаром) Аудской субы.
В 1732 году Мухаммад Шах, один из последних могольских императоров, назначил Мухаммада Амир Саадат Хана навабом-вазиром (губернатором) Авадха. Саадат Хан стал основателем династии, известной как Навабы-вазиры Авадха, бывшей у власти до 1856.
Первоначально столицей Авадха был город Файзабад. При навабе Асафуддоуле в 1775 году столица переносится в Лакхнау. По мере ослабления могольской империи Лакхнау приобретает всё большее политическое влияние, и центр мусульманской культуры перемещается из Дели в Лакхнау.

### Индийское народное восстание
4 февраля 1856 года состоялась официальная аннексия Авадха под предлогом дурного управления княжеством последним королём Ваджид Али Шахом. Низложенный король был сослан в Калькутту, а мятежные сипаи возвели на трон его малолетнего сына Бирджис Кадара и сделали регентшей королеву Хазрат Махал.

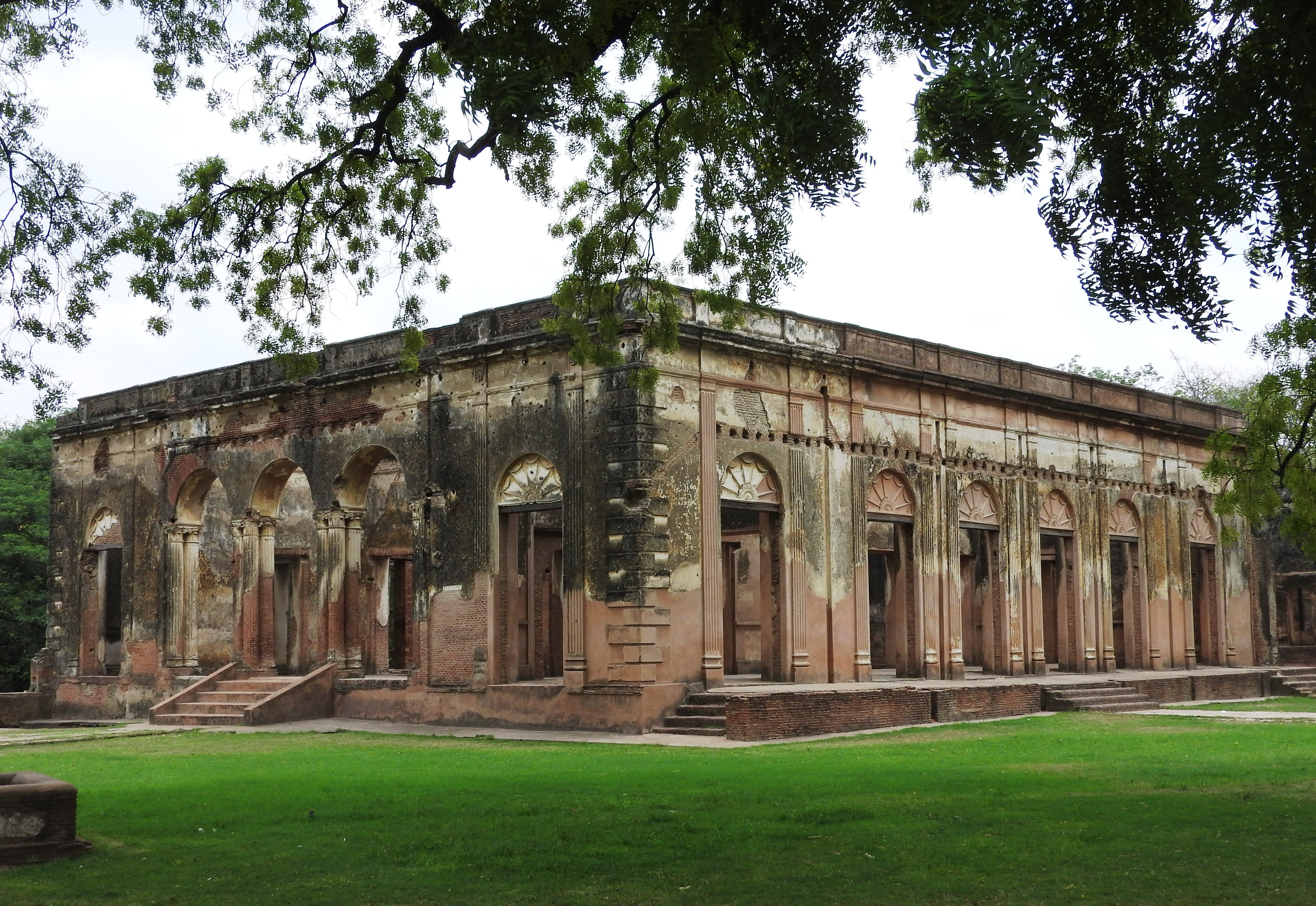
Руины резиденции

В начале 1857 года многотысячная британская армия двинулась на Лакхнау, который стал одним из центров Великого народного восстания 1856—1858 годов. Наиболее драматичным эпизодом была долгая осада резиденции, во время которой погибло большинство британцев, служивших в Лакхнау (в том числе, британский резидент Генри М. Лоуренс). Развалины резиденции не восстанавливались и стоят как напоминание об этом трагическом периоде истории города. Руины, оставшиеся после битвы точно в таком же состоянии, какими они были после снятия осады 17 ноября 1857 года, произвели сильное впечатление на Марка Твена, описавшего осаду Лакхнау в своей книге «По экватору». Подробности осады и штурма резиденции анализирует Ф. Энгельс в статьях «Взятие Лакхнау» и «Подробности штурма Лакхнау».

## Физико-географическая характеристика

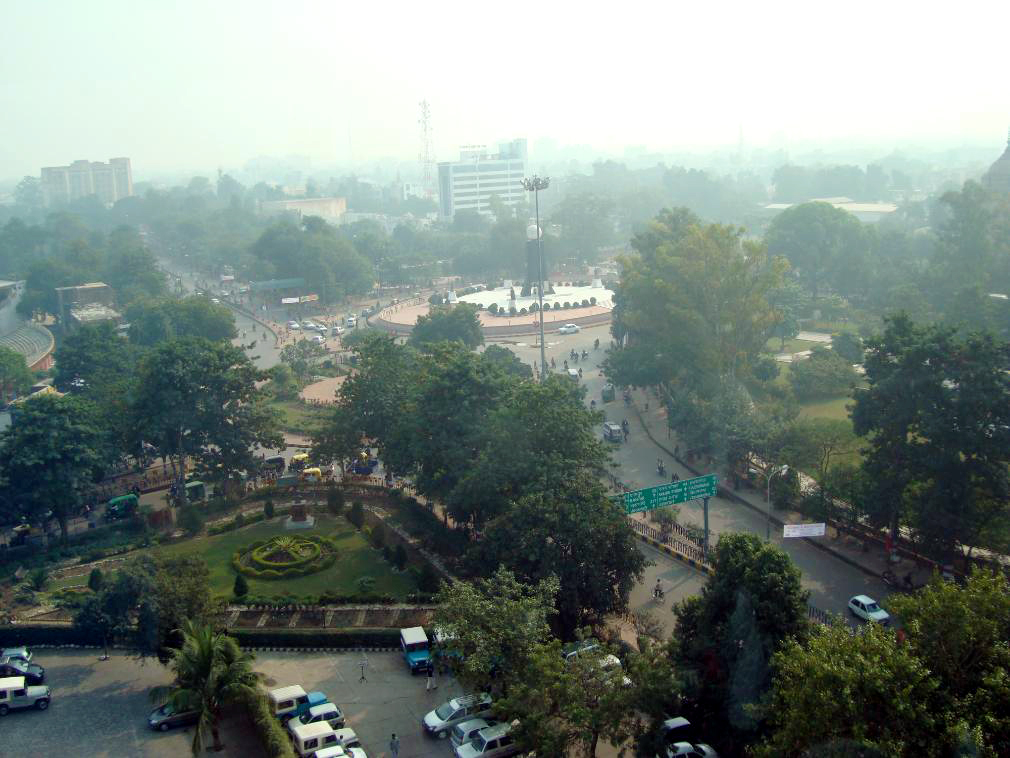
Паривартан Чоук

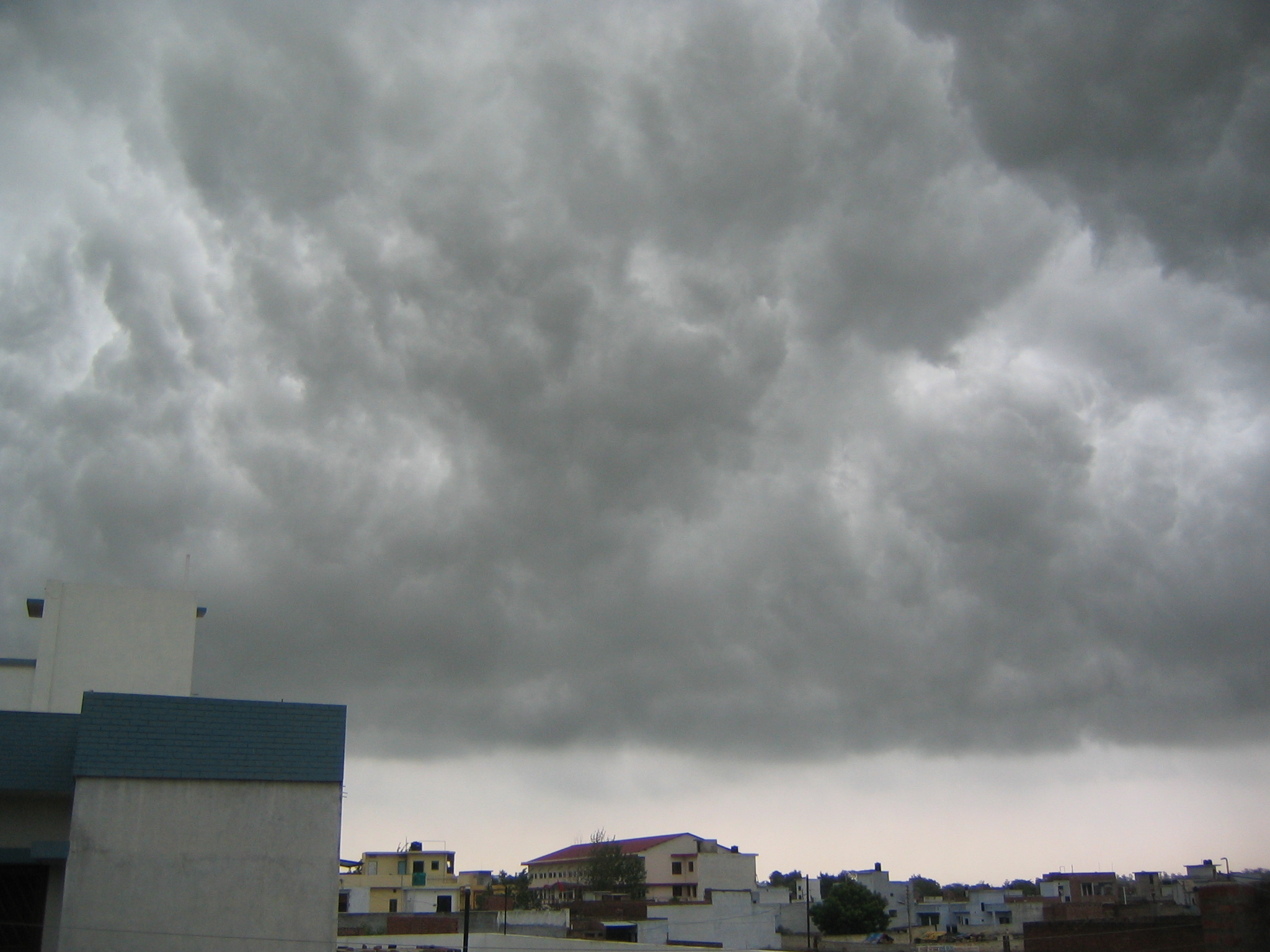
Муссон над Лакхнау

Лакхнау расположен в центре Гангской равнины и окружён сельскими посёлками и деревнями. Река Гомти разделяет город на две части. Город расположен в сейсмоопасной зоне III (с умеренным риском опасности).
Лакхнау расположен в зоне влажного субтропического климата с прохладной сухой зимой (декабрь — февраль) и жарким летом (апрель — июнь). Сезон дождей продолжается с середины июня до середины сентября. Среднегодовой уровень осадкой — 1010 мм, приносятся главным образом юго-западными муссонами.
По данным World Bank’s survey на 2004 год, Лакхнау занимает седьмое место среди городов мира с самым загрязнённым воздухом. Перед ним в этот список попали ещё 3 индийских города: Дели (2-е место), Калькутта (3-е место) и Канпур (6-е место).
| Показатель                    | Янв. | Фев. | Март | Апр. | Май  | Июнь  | Июль  | Авг.  | Сен.  | Окт. | Нояб. | Дек. | Год    |
| ----------------------------- | ---- | ---- | ---- | ---- | ---- | ----- | ----- | ----- | ----- | ---- | ----- | ---- | ------ |
| Абсолютный максимум, °C       | 30,6 | 35,0 | 41,7 | 45,6 | 47,2 | 48,3  | 45,6  | 40,2  | 39,4  | 40,0 | 35,0  | 33,3 | 48,3   |
| Средний суточный максимум, °C | 22,6 | 26,0 | 32,2 | 38,1 | 40,5 | 38,7  | 33,6  | 32,5  | 33,0  | 32,5 | 28,9  | 24,1 | 31,9   |
| Средняя температура, °C       | 14,7 | 17,6 | 23,2 | 29,3 | 32,6 | 32,9  | 29,8  | 29,0  | 28,6  | 25,7 | 20,3  | 15,7 | 24,9   |
| Средний суточный минимум, °C  | 6,9  | 9,3  | 14,2 | 20,5 | 24,7 | 27,1  | 26,1  | 24,7  | 24,3  | 19,0 | 11,8  | 7,4  | 18,1   |
| Абсолютный минимум, °C        | 1,1  | 1,7  | 7,2  | 11,4 | 17,8 | 19,0  | 21,1  | 18,8  | 17,6  | 11,1 | 5,0   | 1,7  | 1,1    |
| Норма осадков, мм             | 21,9 | 11,2 | 7,7  | 4,9  | 16,5 | 107,4 | 294,3 | 313,9 | 180,6 | 45,2 | 3,8   | 7,3  | 1014,7 |
| Источник:                     |      |      |      |      |      |       |       |       |       |      |       |      |        |

## Население
По переписи 2011 года, население города составляет 2 901 474 человек, что делает Лакхнау вторым самым крупным городом Уттар-Прадеш после Канпура. Большую часть населения составляют выходцы из центральных и восточных районов Уттар-Прадеш, впрочем, проживают также бенгальцы, бихарцы и др. Индуизм исповедуют 71 % населения города, мусульмане составляют 26 %, имеются небольшие группы сикхов, джайнистов, христиан и буддистов. По данным на 2001 год, уровень грамотности в Лакхнау составлял 69,39 % (61,22 % для женщин и 76,63 % для мужчин).

## Образование
Лакхнау — крупный центр образования и исследований. Среди университетов и институтов города стоит отметить: Gautam Budhh Technical University, Dr. Ram Manohar Lohia National Law University, Babasaheb Bhimrao Ambedkar Central University, Sanjay Gandhi Post Graduate Institute of Medical Sciences, Chhatrapati Shahu ji Maharaj Medical University, Integral University, Institute of Engineering and Technology и др.

## Транспорт
Аэропорт имени Чоудхари Чарана Сингха — единственный международный аэропорт Лакхнау, расположен в 20 км от центра города. Обслуживаются местные рейсы до Дели, Патны, Калькутты, Бомбея и Хайдерабада. Международные рейсы включают такие города как Дубай, Маскат, Эр-Рияд, Джидда и др.
На железнодорожном вокзале города останавливается Горакхдхам Экспресс.
6 сентября 2017 года после трёх лет строительства пущен в эксплуатацию Метрополитен Лакхнау.

## Достопримечательности

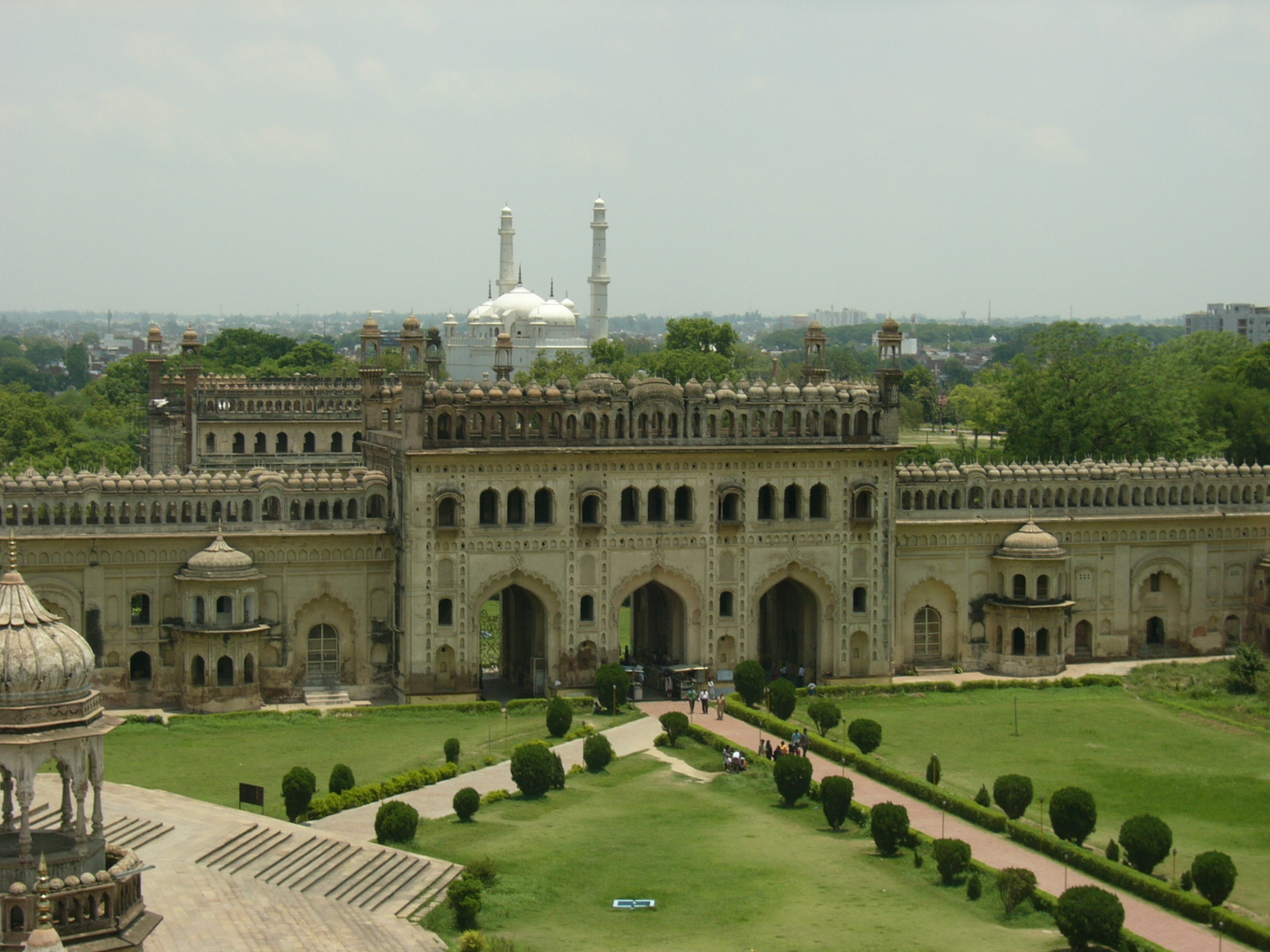
Ворота Бара Имамбара

В XVIII—XIX вв. в Лакхнау был создан оригинальный архитектурный стиль (Лакхнавият), сочетающий в себе элементы национального и европейского зодчества, вариант индийского барокко. К этому стилю принадлежит большинство сохранившихся памятников религиозной и светской архитектуры.
Большая часть архитектурных достопримечательностей Лакхнау расположена вдоль южного берега Гомти или рядом с ним.
В 1784 году строится Бара Имамбара (Большая Имамбара), одно из самых грандиозных сооружений города. В постройке здания принимало участие 22 000 человек. Бара Имамбара известна своими тремя громадными сводчатыми залами. Один из которых является самым большим в Азии (длина 49,4 м, ширина 16,2 м, высота 15 м). Зал сделан без каких-либо внешних деревянных, железных или каменных балок, поддерживающих свод весом около 20 000 тонн.
Весь комплекс состоит из нескольких зданий. В него входит мавзолей Асафуддаулы и его семьи и великолепная мечеть Асафи Масджид с множеством минаретов, расположенная на широкой площади.
Комплекс обнесен стеной, в которую встроены большие, украшенные орнаментом ворота Руми Дарваза (Турецкие ворота), построенные по образцу одних из городских ворот Стамбула (в исламском мире Византия, впоследствии Османская империя, была известна под названием «Рум»). Центр ворот украшен изображением двух рыб (махи маратиб) — гербом навабов, который можно встретить практически на всех постройках Лакхнау.
Недалеко от центрального моста через реку лежит главная торговая улица Хазратгандж, на севере которой на берегу Гомти стоит Имамбара Шах Наджаф, построенная навабом Гийасуддином Хайдаром. В ней находится и усыпальница этого правителя.
На западе в районе Хусейнабада находится богато изукрашенная Чхота Имамбара (Малая Имамбара), или Дворец Огней, которую так называют из-за огромного количества хрустальных светильников и люстр, хранящихся в ней. Над ансамблем Малой Имамбары среди минаретов, маленьких куполов и арок возвышается центральный позолоченный купол. В Малой Имамбаре, построенной в 1837 г. Мухаммад Али Шахом (1837—1842 гг.) находится отделанный серебром трон и гробницы навабов Авадха.
На западе от Имамбары в окружении руин возносятся в небо два минарета и три купола соборной мечети Джама Масджид, строительство которой было закончено после смерти Мухаммад Али Шаха, куда не впускают немусульман.

## Культура

### Шиизм
В отличие от суннитов Великих Моголов — авадхские навабы были шиитами, и Лакхнау являлся также важным центром шиитской культуры и исламской юриспруденции с законодательной школой Фаранги Махал. Основные постройки, ритуалы, праздники и бытовой этикет Лакхнау также определялись шиизмом.
В Лакхнау проходят ежегодные процессии в месяц Мухаррам в память о мученичестве имама Хусейна и двух его сыновей, во время которых верующие выносят тазия — многоярусные макеты святилища шиитского имама в Карбале (Ирак). Во время остальной части года тазия находятся в Имамбарах («домах имама») — зданиях для шиитских ритуалов поминовения, в том числе в Большой Имамбаре, построенной навабом Асаф ад-Даулой в 1784 г.

### Исполнительские искусства Лакхнау
В XVIII в. в Лакхнау сформировалось поразительное разнообразие музыкальных и танцевальных форм. Многие вокально-музыкальные и танцевальные школы северной Индии — гхарана ведут своё происхождение из Лакхнау.
Помимо профессиональных музыкантов в культурной жизни города немаловажную роль играли таваиф (куртизанки), среди которых было много поэтесс, танцовщиц и певиц.
В Лакхнау преимущественно развивалась классическая музыка стиля кхаял. Высокого уровня развития достигли тхумри — лирические песни кришнаитского содержания, в стиле которых смешались классические раги и народные мелодии, а также такие формы как дадра, таппа и тарана, которые называют «полуклассической» или «легкой» классической музыкой.
Катхак — основной жанр северо-индийского классического танца, также получил значительное развитие. Технически катхак основывается на сильных и энергичных движениях ног, сложных ритмических композициях, сопровождающихся игрой на табле — паре барабанов.
Фестиваль Лакхнау, который проходит в феврале, даёт возможность познакомиться с этой живой традиций музыки и танца.

## Известные личности
- Саджад, Захир Саед (1899—1973) — индийский и пакистанский писатель и общественный деятель.